# Dichocrocis clioalis
Dichocrocis clioalis là một loài bướm đêm trong họ Crambidae.